# بولانكو (كانتابريا)
بلدية بولانكو (بالإسبانية: Polanco)‏، هي إحدى بلديات منطقة كانتابريا, المصنفة على أنها مقاطعة أيضاً، في شمال إسبانيا.
يبلغ عدد سكانها 3.700 نسمة وفقاً لإحصائية سنة (2002).